# Le Marchand de fanfares
Pour les articles homonymes, voir The Music Man.
Pour plus de détails, voir Fiche technique et Distribution.
Le Marchand de fanfares (The Music Man) est un film américain réalisé par Morton DaCosta, sorti en 1962.

## Synopsis
Ce film musical reprend l'argument de la comédie musicale de Broadway.

## Fiche technique
- Titre français : Le Marchand de fanfares[1]
- Titre original : The Music Man
- Réalisation : Morton DaCosta
- Scénario : Marion Hargrove d'après le livre de Meredith Willson et Franklin Lacey
- Production : Morton DaCosta
- Société de production : Warner Bros. Pictures
- Photographie : Robert Burks
- Montage : William H. Ziegler
- Pays d'origine : États-Unis
- Format : Couleurs - 2,35:1
- Genre : Comédie romantique et film musical
- Durée : 151 minutes
- Date de sortie : 1962
- Affiche : Bill Gold (États-Unis)

## Distribution
- Robert Preston : Harold Hill
- Shirley Jones : Marian Paroo
- Buddy Hackett : Marcellus Washburn
- Hermione Gingold : Eulalie Mackechnie Shinn
- Paul Ford : le maire George Shinn
- Pert Kelton : Mme Paroo
- Timmy Everett : Tommy Djilas
- Susan Luckey : Zaneeta Shinn
- Ron Howard : Winthrop Paroo
- Harry Hickox : Charlie Cowell
- Charles Lane : le policier Locke
- Mary Wickes : Mme Squires